# Oberamt Rottenburg

Karte der Oberämter, Stand 1926

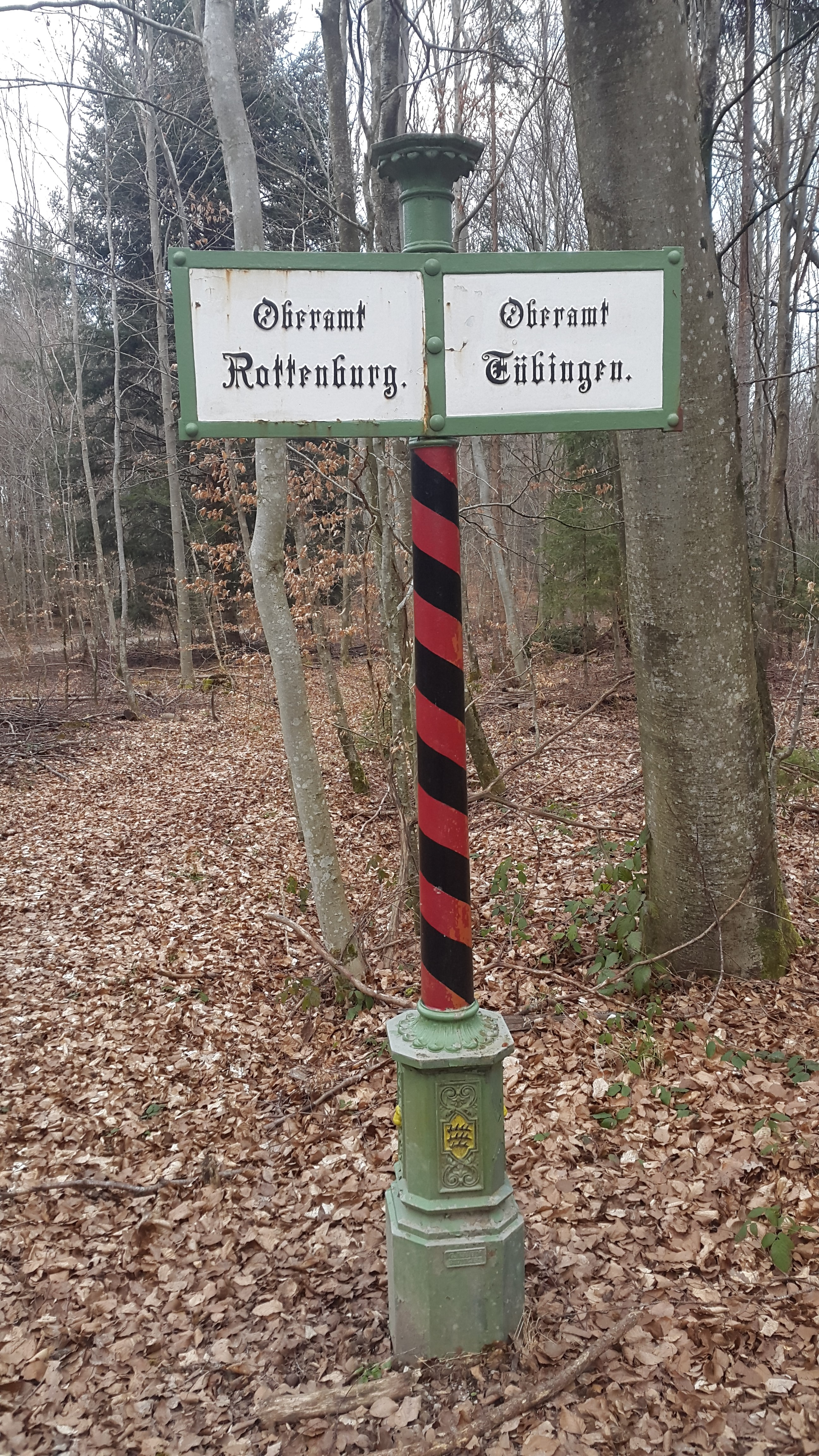
Grenze bei Dußlingen

Das Oberamt Rottenburg war ein württembergischer Verwaltungsbezirk (auf beigefügter Karte #45), der 1934 in Kreis Rottenburg umbenannt wurde und 1938 größtenteils im Landkreis Tübingen aufging. Allgemeine Informationen zu württembergischen Oberämtern siehe Oberamt (Württemberg).

## Geschichte
Das Oberamt entstand um 1807 aus einem Teil der vormals österreichischen Grafschaft Hohenberg und wurde bis 1810 um einige altwürttembergische Orte vergrößert. Es war (von 1818 bis 1924) dem Schwarzwaldkreis zugeordnet und grenzte an die württembergischen Oberämter Reutlingen, Tübingen, Herrenberg, Horb sowie die Fürstentümer Hohenzollern-Hechingen und Hohenzollern-Sigmaringen (ab 1850 preußischer Regierungsbezirk Sigmaringen). Der Bezirk besaß zwei Exklaven: die unbewohnte Markung Ammertal der Gemeinde Wurmlingen lag zwischen den Oberämtern Tübingen und Herrenberg, die Hirrlinger Mühlen waren von hohenzollerischem Gebiet umgeben.

### Ehemalige Herrschaften

Oberamt Rottenburg, Gebietsstand 1813, mit den früheren Herrschafts- und Ämtergrenzen

- Vorderösterreich
Als Folge des Pressburger Friedensvertrags fielen Stadt und Amt Rottenburg 1805 an Württemberg. Die Stadt war Hauptort der Grafschaft Hohenberg, Direktiorialstadt der schwäbisch-österreichischen Stände und besaß innerhalb des gleichnamigen Amtes eine privilegierte Stellung. Die umliegenden Dörfer unterstanden unmittelbar dem Amt Rottenburg, mit Ausnahme von Frommenhausen und Obernau, die unter Wahrung der österreichischen Landeshoheit als Lehen (an Wagner von Frommenhausen bzw. Freiherr von Raßler) vergeben waren.
- Herzogtum Württemberg
Die Dörfer Mössingen, Öschingen, Talheim und Bodelshausen gehörten zum weltlichen Amt Tübingen, das „Stäble“ um Remmingsheim zum weltlichen Amt Herrenberg, Ofterdingen zum Klosteramt Bebenhausen.
- Johanniterorden
Hemmendorf war bis 1805 Sitz einer Johanniterkommende.
- Reichsritterschaft
Beim Ritterkanton Neckar-Schwarzwald der schwäbischen Ritterschaft war das Rittergut Hirrlingen immatrikuliert. Als österreichisches Lehen war es bis 1790 im Besitz der Grafen von Attems, dann erwarb es Carl Eberhard von Wächter, seinerzeit dänischer Gesandter in Stuttgart, der das Gut 1804 an seinen früheren Dienstherrn, den dänischen König, weiterverkaufte. 1806 kam Hirrlingen zu Württemberg.

## Gemeinden

### Einwohnerzahlen 1828
Folgende Gemeinden waren dem Oberamt 1828 unterstellt:
| frühere Gemeinde                          | Einwohnerzahl 1828 | Einwohnerzahl 1828 | heutige Gemeinde     |
| frühere Gemeinde                          | evangel.           | kathol.            | heutige Gemeinde     |
| ----------------------------------------- | ------------------ | ------------------ | -------------------- |
| Rottenburg                                | 103                | 5613               | Rottenburg am Neckar |
| Bodelshausen                              | 1474               | –                  | Bodelshausen         |
| Bühl                                      | 5                  | 496                | Tübingen             |
| Dettingen                                 | –                  | 778                | Rottenburg am Neckar |
| Eckenweiler                               | 134                | –                  | Rottenburg am Neckar |
| Ergenzingen                               | –                  | 1361               | Rottenburg am Neckar |
| Frommenhausen                             | –                  | 383                | Rottenburg am Neckar |
| Hailfingen                                | 1                  | 745                | Rottenburg am Neckar |
| Hemmendorf                                | –                  | 620                | Rottenburg am Neckar |
| Hirrlingen                                | 6                  | 1318               | Hirrlingen           |
| Hirschau                                  | –                  | 827                | Tübingen             |
| Kiebingen                                 | 10                 | 645                | Rottenburg am Neckar |
| Mössingen mit Belsen und Sebastiansweiler | 3336               | 8                  | Mössingen            |
| Nellingsheim                              | 271                | –                  | Neustetten           |
| Niedernau 1                               | 2                  | 402                | Rottenburg am Neckar |
| Obernau                                   | 1                  | 549                | Rottenburg am Neckar |
| Oeschingen                                | 785                | –                  | Mössingen            |
| Ofterdingen                               | 1651               | 4                  | Ofterdingen          |
| Remmingsheim                              | 531                | 1                  | Neustetten           |
| Schwalldorf                               | 1                  | 675                | Rottenburg am Neckar |
| Seebronn                                  | –                  | 625                | Rottenburg am Neckar |
| Thalheim                                  | 988                | 3                  | Mössingen            |
| Weiler                                    | –                  | 391                | Rottenburg am Neckar |
| Wendelsheim                               | 2                  | 785                | Rottenburg am Neckar |
| Wolfenhausen                              | 287                | –                  | Neustetten           |
| Wurmlingen                                | –                  | 999                | Rottenburg am Neckar |
| Summe                                     | 9588               | 17.228             |                      |

### Änderungen im Gemeindebestand

Gemeinden und Markungen um 1860

Die Gemeinden des Oberamts blieben von 1813 bis 1938 unverändert bestehen.

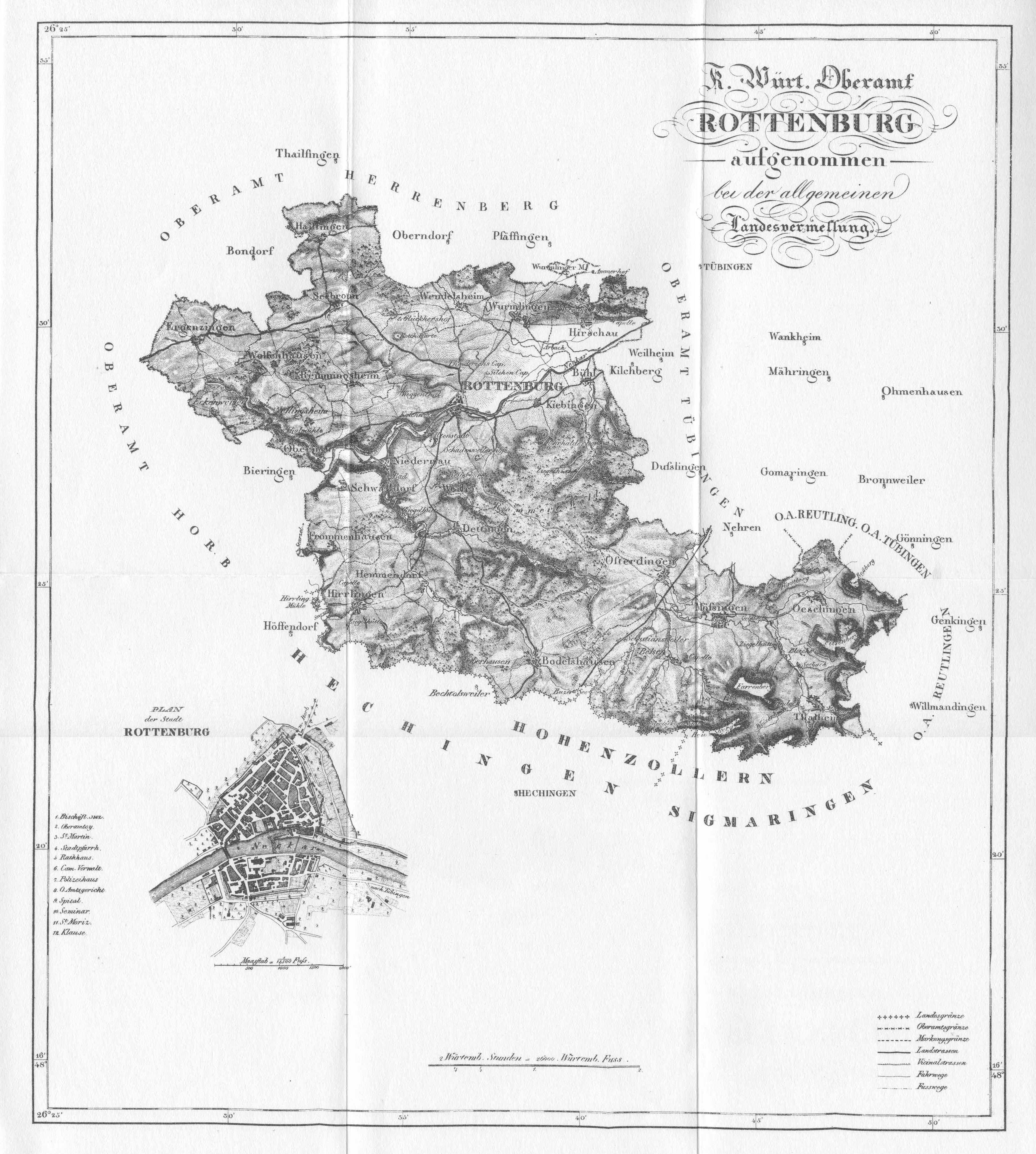
Oberamt Rottenburg von 1828

## Amtsvorsteher
- 1806–1817: Johann Nepomuk Millauer
- 1817–1818: Friedrich Günzler (Amtsverweser)
- 1819–1848: Johann Leopold Deißler
- 1848–1870: Carl Kirn
- 1870–1875: Gustav Heinrich von Lamparter
- 1876–1894: Hermann Wittich
- 1894–1901: Wilhelm Lang
- 1901–1917: Andreas Scheffold
- 1918–1919: Reinhold Scholl
- 1919–1920: Hermann Rauser
- 1920–1924: Friedrich Rippmann
- 1925–1932: Anton Schmid
- 1932–1938: Alfred Chormann